# Japanischer Fußball-Supercup 2006
Der japanische Fußball-Supercup 2006 wurde am 25. Februar 2006 zwischen dem japanischen Meister 2005 Gamba Osaka und dem Kaiserpokal-Sieger 2005 Urawa Reds ausgetragen. Das Spiel fand im Nationalstadion in Tokio statt.
| Paarung        | Gamba Osaka – Urawa Reds |
| Ergebnis       | 1:3 (1:2) |
| Datum          | 25. Februar 2006 um 14:37 Uhr |
| Stadion        | Nationalstadion, Tokio |
| Zuschauer      | 35.674 |
| Schiedsrichter | Yuichi Nishimura |
| Tore           | 1:0 (2., Eigentor) 1:1 Satoshi Horinouchi (9.) 1:2 Washington (17.) 1:3 Ponte (51.) |
| Gamba Osaka    | Yōsuke Fujigaya – Tomokazu Myōjin, Sidiclei, Satoshi Yamaguchi – Shin’ichi Terada (62. Akira Kaji), Hideo Hashimoto, Yasuhito Endo, Akihiro Ienaga, Takahiro Futagawa (62. Ryūji Bando) – Fernandinho, Magno Alves Cheftrainer: Akira Nishino                                       |
| Urawa Reds     | Ryota Tsuzuki – Keisuke Tsuboi, Marcus Tulio Tanaka, Satoshi Horinouchi – Nobuhisa Yamada, Makoto Hasebe, Keita Suzuki, Alessandro Santos (73. Hajime Hosogai), Shinji Ono (79. Tomoyuki Sakai) – Ponte, Washington (73. Yuichiro Nagai) Cheftrainer: Guido Buchwald ( Deutschland) |
| Gelbe Karten   | Sidiclei (31.), Akira Kaji (79.) – Keita Suzuki (12.), Ponte (83.) |

## Supercup-Sieger Urawa Reds
|  | Urawa Reds |
|  | - Tor: Ryota Tsuzuki - Abwehr: Keisuke Tsuboi; Marcus Tulio Tanaka; Satoshi Horinouchi - Mittelfeld: Nobuhisa Yamada; Makoto Hasebe; Keita Suzuki; Alessandro Santos; Shinji Ono; Hajime Hosogai; Tomoyuki Sakai - Angriff: Ponte; Washington; Yuichiro Nagai |
|  | Trainer: Guido Buchwald |